# میر تقی میر
میر تقی میر (اردو: مِیر تقی مِیرؔ؛ ۱۷۲۳–۱۸۱۰) یک پدیدآور، و شاعر اهل هند بود که به زبانهای اردو و فارسی می‌سرود.